# Runda (Rwanda)
Runda – miasto w Rwandzie; w prowincji Południowej; 12 995 mieszkańców (2012). 